# John Adams (miniserie televisiva)
John Adams è una miniserie televisiva statunitense di genere storico/drammatico/biografico, costituita da sette puntate trasmesse per la prima volta sul canale via cavo HBO dal 16 marzo al 20 aprile 2008.
In Italia, la miniserie è andata in onda su Sky Atlantic dal 4 al 18 maggio 2021.
La miniserie ripercorre la vita politica e personale di John Adams, secondo Presidente degli Stati Uniti d'America, sullo sfondo della guerra d'indipendenza dall'Impero britannico. Il personaggio principale è interpretato dall'attore Paul Giamatti, mentre la miniserie è stata scritta da Kirk Ellis basandosi sul romanzo omonimo, vincitore del premio Pulitzer, di David McCullough.
John Adams ha ricevuto ampi consensi di critica e molti premi prestigiosi, tra i quali quattro Golden Globe e tredici Emmy Award, più di ogni altra miniserie della storia.

## Puntate
| nº | Titolo            | Prima TV USA   | Prima TV Italia |
| -- | ----------------- | -------------- | --------------- |
| 1  | Join or Die       | 16 marzo 2008  | 4 maggio 2021   |
| 2  | Independence      | 16 marzo 2008  | 4 maggio 2021   |
| 3  | Don't Tread on Me | 23 marzo 2008  | 11 maggio 2021  |
| 4  | Reunion           | 30 marzo 2008  | 11 maggio 2021  |
| 5  | Unite or Die      | 6 aprile 2008  | 18 maggio 2021  |
| 6  | Unnecessary War   | 13 aprile 2008 | 18 maggio 2021  |
| 7  | Peacefield        | 20 aprile 2008 | 18 maggio 2021  |

## Trama

### Join or Die
All'indomani del massacro di Boston, il futuro presidente Adams accetta di difendere in aula il capitano Thomas Preston, convinto che chiunque debba avere un processo giusto e imparziale. Benché criticato dalla maggior parte dei concittadini, Adams vince la causa, festeggiato dalla moglie Abigail. In seguito, cresce l'agitazione a proposito delle Leggi Intollerabili e Adams viene eletto come rappresentante del Massachusetts al Primo congresso continentale.

### Independence
I membri del Secondo congresso continentale sono impegnati a discutere l'indipendenza dalla Gran Bretagna e la stesura di una prima bozza di una Dichiarazione di indipendenza: Adams è il principale fautore di questa linea politica, ma con la sua eccessiva esuberanza finisce per farsi nemici molti dei membri del congresso. Sarà il collega al congresso Benjamin Franklin a consigliarli di adottare un comportamento più adatto alla situazione.

### Don't Tread on Me
Adams, alla ricerca di nuove alleanze nella guerra contro gli inglesi, viaggia verso l'Europa. La sua prima tappa è Parigi, alla corte di Luigi XVI, già residenza dell'amico Franklin, ma i rapporti con quest'ultimo si deteriorano alla vista di come sia stato influenzato dai costumi decadenti della corte. Al perseverare dei modi bruschi di Adams, Franklin riesce a rimuovere il collega da qualsiasi carica a Parigi. Adams si dirige così nelle Province Unite (gli attuali Paesi Bassi) e riesce ad ottenere dei fondi dalle potenti banche locali, anche se solo dopo che gli Stati Uniti hanno dimostrato la loro potenza nella vittoria di Yorktown.

### Reunion
In seguito alla vittoria americana, Adams viene inviato a Parigi per stipulare il trattato del 1783 e qui riceve la visita di Abigail. Il futuro presidente viene informato da Franklin di essere stato nominato primo Ambasciatore degli Stati Uniti in Gran Bretagna ed è così costretto a trasferirsi a Londra con la moglie. Massacrato dalla stampa britannica, Adams decide di tornare negli Stati Uniti in occasione delle prime elezioni presidenziali, che vedono l'elezione di George Washington a presidente e quella di Adams a vicepresidente.

### Unite or Die
Nel suo ruolo di vicepresidente, John Adams è sempre più frustrato: nessuno prende in considerazione le sue idee e non ha nessun vero potere, fatta eccezione per quello di sbloccare un'eventuale votazione in parità. È inoltre escluso dal giro dei collaboratori più stretti del presidente Washington, di cui fanno invece parte Thomas Jefferson e Alexander Hamilton. Poco dopo l'approvazione del Trattato di Jay, per la cui approvazione il suo voto è determinante, viene eletto secondo Presidente degli Stati Uniti.

### Unnecessary War
Da presidente, la neutralità di Adams viene costantemente messa in discussione dai Federalisti di Hamilton e dagli esponenti del Partito Democratico-Repubblicano di Jefferson, vicepresidente in carica. I contrasti con quest'ultimo, in particolare, si acuiscono in seguito alla firma degli Alien and Sedition Acts, ma riceve critiche anche da Hamilton per il suo costante rifiuto a dichiarare guerra alla Francia. In famiglia, Adams rinnega il figlio Charles, in preda all'alcolismo a causa di cui morirà poco dopo. Il suo prestigio politico cala sempre più, fino a perdere le elezioni contro Jefferson, che diventa terzo Presidente. Adams lascia la residenza presidenziale (la futura Casa Bianca) e si ritira a vita privata.

### Peacefield
Adams trascorrerà la vecchiaia nella sua tenuta a Peacefield, nel Massachusetts. Gli ultimi anni sono segnati dai lutti: la prima a morire è la figlia Nabby, affetta da cancro al seno, seguita dalla madre Abigail, colpita da febbre tifoide. Adams riuscirà a sapere dell'elezione del figlio John Quincy a sesto Presidente, ma è troppo malato per assistere all'inaugurazione. L'ex presidente si riconcilia con Jefferson scambiandosi continuamente delle lettere: entrambi moriranno a 50 anni dalla firma della Dichiarazione di indipendenza, a poche ore l'uno dall'altro. Adams ha 90 anni, Jefferson 83.

## Produzione
La lavorazione durò 110 giorni, dal febbraio al maggio 2007, ed è avvenuta in Colonial Williamsburg e Richmond in Virginia; e Budapest, Ungheria. Alcune scene europee sono state girate in Keszthely, Sóskút, Fertőd e Kecskemét.

## Accoglienza
Le recensioni della miniserie sono state prevalentemente positive. Sull'aggregatore di recensioni Rotten Tomatoes, ha una valutazione di 81% basate su 37 giudizi, con un voto medio di 8.56/10. Il consenso delle critiche del sito web citano: "Elegantemente girata e relativamente educativa, John Adams è una degna aggiunta al genere -- sebbene il casting lascia un po’ a desiderare." Metacritic ha assegnato alla miniserie un punteggio medio di 78 su 100, basato su 27 recensioni, indicando "recensioni generalmente favorevoli".

## Riconoscimenti
- 2009 – Golden Globe
  - Miglior attore in una mini-serie o film per la televisione a Paul Giamatti
  - Miglior attrice in una mini-serie o film per la televisione a Laura Linney
  - Miglior attore non protagonista in una serie a Tom Wilkinson
  - Miglior miniserie o film per la televisione
- 2008 – Premio Emmy
  - Migliore miniserie
  - Migliore attore in una miniserie o film per la televisione a Paul Giamatti
  - Migliore attrice in una miniserie o film per la televisione a Laura Linney
  - Migliore attore non protagonista in una miniserie o film per la televisione a Tom Wilkinson
  - Migliore sceneggiatura per una miniserie o film per la televisione per la puntata Part 2: Independence
  - Migliore casting per una miniserie o un film per la televisione
  - Migliore scenografia per una miniserie o film per la televisione a Gemma Jackson
  - Migliore fotografia per una miniserie o film per la televisione a Tak Fujimoto per la puntata Part 2: Independence
  - Migliori costumi per una miniserie o film per la televisione a Donna Zakowska per la puntata Part 4: Reunion
  - Migliori trucco prostetico per una serie, miniserie o film per la televisione a Trefor Proud
  - Migliore montaggio audio per una miniserie, film o speciale a Stephen Hunter Flick per la puntata Part 3: Don't Tread on Me
  - Migliore missaggio per una miniserie o film per la puntata Part 3: Don't Tread on Me
  - Migliori effetti speciali per una miniserie o film per la televisione per la puntata Part 1: Join or Die
  - Candidatura per la migliore regia per una miniserie o film per la televisione a Tom Hooper
  - Candidatura per il migliore attore non protagonista in una miniserie o film per la televisione a David Morse
  - Candidatura per il migliore attore non protagonista in una miniserie o film per la televisione a Stephen Dillane
  - Candidatura per la migliore fotografia per una miniserie o film per la televisione a Tak Fujimoto per la puntata Part 3: Don't Tread on Me
  - Candidatura per la migliore acconciatura per una miniserie o film per la televisione
  - Candidatura per il migliore trucco per una miniserie o film (non prostetico)
  - Candidatura per la migliore composizione musicale per una miniserie, film o speciale a Robert Lane per la puntata Part 2: Independence
  - Candidatura per il migliore montaggio video per una miniserie o film single-camera a Melanie Oliver per la puntata Part 2: Independence
  - Candidatura per il migliore montaggio audio per una miniserie, film o speciale per la puntata Part 6: Unnecessary War
  - Candidatura per il migliore missaggio per una miniserie o film per la puntata Part 5: Unite or Die
- 2009 – Screen Actors Guild Awards
  - Migliore attore in un film televisivo o miniserie a Paul Giamatti
  - Candidatura al migliore attore in un film televisivo o miniserie a Tom Wilkinson
  - Migliore attrice in un film televisivo o miniserie a Laura Linney